# فاطمه‌سلطان بیگم
فاطمه‌سلطان بیگم، زاده ( ۱۷۱۷ درگذشته ۱۷۳۹)پنجمین دختر شاه سلطان حسین بود، که در سال ۱۷۱۷ میلادی به‌دنیا آمد، او خواهر شاه طهماسب دوم و عمه شاه عباس سوم بود. فاطمه‌سلطان بیگم در سال ۱۷۳۰ با رضاقلی میرزا پسر بزرگ نادرشاه افشار ازدواج کرد، در سال ۱۷۳۴ فرزند آن‌ها شاهرخ‌شاه به‌دنیا آمد و نادرشاه تولدش را سعادتی بزرگی می‌دانست. فاطمه‌سلطان بیگم  بعد از اطلاع از قتل برادر و برادرزاده‌اش به‌دست همسرش، در سال ۱۷۳۹ خودکشی کرد.